# Керкешь
Керкешь — река в России, протекает в Карелии. Впадает в озеро Среднее Куйто. Длина реки составляет 13 км.
Река берёт начало из озера Коптиярви на высоте 140,9 м над уровнем моря. Впадает в озеро Среднее Куйто на высоте 101,1 м над уровнем моря.

## Данные водного реестра
По данным государственного водного реестра России относится к Баренцево-Беломорскому бассейновому округу, водохозяйственный участок реки — Кемь от истока до Юшкозерского гидроузла, включая озёра Верхнее, Среднее и Нижнее Куйто. Речной бассейн реки — бассейны рек Кольского полуострова и Карелии, впадает в Белое море.
Код объекта в государственном водном реестре — 02020000812102000003564.